# Wacky Worlds Creativity Studio
Wacky Worlds Creativity Studio (с англ. — «Творческая студия удивительных миров») — обучающая видеоигра, разработанная студией HeadGames и изданная компанией Sega для игровой приставки Sega Genesis 1 июня 1994 года, а позже была портирована для PC.
Основной целью игры является редактирование представленных шести миров: подводный мир, остров, луна, замок, кладбище и дом. Их можно изменять с помощью разнообразных анимированных наклеек и объектов, включающих в себя буквы, цифры, музыку и многое другое.
Игра является идейным продолжением Art Alive, и заимствует его некоторые особенности. Игровая пресса поставила Wacky Worlds Creativity Studio смешанные оценки. Из достоинств были названы управление и музыка, но критике подверглись ограниченные настройки и возможности.

## Игровой процесс
Wacky Worlds Creativity Studio является образовательной игрой и предназначена для детей дошкольного и младшего школьного возраста. Действие игры происходит в шести мирах: подводный мир, остров, луна, замок, кладбище и дом. На экране выбора миров игрок управляет ежом Соником, сидящем в летающей тарелке. Основная цель игры — «оживить» локацию, запрограммировав её по задуманному игроком сценарию. Во время прохождения необходимо размещать анимированные наклейки, которые могут содержать в себе различные буквы, цифры и музыку. Игрок также может изменить цвет рисунка или музыку. Число стикеров, которые можно разместить на локациях, неограниченно. Есть возможность редактировать сами миры, перетаскивая, убирая или вставляя различные объекты.

## Разработка и выход игры
Wacky Worlds Creativity Studio была разработана компанией HeadGames и считается продолжением Art Alive, поскольку имеет схожую тематику. Проект также задумывался как конкурент другой игры, выпущенной компанией Nintendo — Mario Paint. Wacky Worlds Creativity Studio стала первой игрой для консоли Sega Genesis, входящей в линейку «Sega Club» — образовательных детских игр для приставок Genesis и Game Gear. Помимо этого, проект считается частью серии игр Sonic the Hedgehog, так как в игре и на её обложке присутствует ёж Соник. Кроме синего ежа, игрок может встретить лисёнка Тейлза, дельфина Экко, известного по серии игр Ecco the Dolphin, а также ТоуДжема и Эрла, которые появились в одноимённой игре.
Релиз Wacky Worlds Creativity Studio состоялся в 1994 году для Sega Genesis и только на территории Северной Америки. Вместе с картриджем поставлялся контроллер Mega Mouse, разработанный специально для этой консоли и имеющий форму компьютерной мыши. Mega Mouse включает в себя четыре кнопки — «A», «B», «C» и «Start», и позволяет размещать стикеры. Однако, игра также работает с обычным контроллером для Genesis. Позже Wacky Worlds Creativity Studio была выпущена компанией The Learning Company для персональных компьютеров под управлением операционных систем Windows и Mac OS.

## Оценки и мнения
| Сводный рейтинг    | Сводный рейтинг |
| Агрегатор          | Оценка          |
| ------------------ | --------------- |
| GameRankings       | 50 %            |
| Иноязычные издания |                 |
| Издание            | Оценка          |
| AllGame            | [ 7 ]           |
| Sega-16            | 5/10            |

Wacky Worlds Creativity Studio была неоднозначно, но в целом позитивно оценена критиками. На сайте GameRankings игра имеет среднюю оценку 50 %.
Критик из сайта Power Sonic положительно отозвался о Wacky Worlds Creativity Studio, назвав её идеальной игрой, которая может развлечь детей младшего возраста. Также рецензенту понравилось управление через «очень интересный» контроллер Sega Mouse. Схожее мнение оставили в AllGame, поставив три с половиной звезды из пяти возможных и похвалив разнообразные миры и музыку, а также сказав, что «хотя получилось не столь весело, как подлинное коллекционирование наклеек, дети хорошо проведут время с этой игрой, создавая свои собственные удивительные миры».
Обозреватель из сайта Sega-16 дал проекту всего 5 баллов из 10 возможных, и в целом сказал, что игра разочарует большинство игроков. Вместе с тем было замечено, что «для детей в возрасте от четырёх до шести лет, это может оказаться достойной виртуальной пустышкой». Среди достоинств критик называет хорошее музыкальное сопровождение, в частности возможность выбрать музыку и саундтрек игры ToeJam & Earl. Среди недостатков отмечен игровой процесс; сравнивая игру с Mario Paint, рецензент замечает, что в продукте от Nintendo больше настроек и свободы действий. В своём итоге обозреватель заявляет: «Потенциал игры не был раскрыт, но я полагаю, что лучше потерпеть неудачу и узнать то, над чем никогда не работали».